# Temnosira czurkini
Temnosira czurkini är en tvåvingeart som beskrevs av Ozerov 1993. Temnosira czurkini ingår i släktet Temnosira och familjen prickflugor. Inga underarter finns listade i Catalogue of Life.